# Somkeréki református templom
A somkeréki református templom műemlékké nyilvánított templom Romániában, Beszterce-Naszód megyében. A romániai műemlékek jegyzékében a BN-II-m-A-01714 sorszámon szerepel.